# سليم بن عاشور
سليم بن عاشور (بالفرنسية: Selim Benachour)‏ (يلقب بالأمير الصغير) من مواليد 8 أكتوبر 1981 في باريس في فرنسا هو لاعب كرة قدم تونسي دولي سابق ومدرب حالياً.

## انتقاله إلى نادي القادسية
و في يوم 6 ديسمبر 2007، تم انتشار خبر بأن نادي القادسية الكويتي يتفاوض مع اللاعب للانضمام إلى صفوفه ، وقد قيل بأن قيمة الصفقة ستبلغ 550 ألف دولار أمريكي لمدة ستة أشهر ، وفي يوم 9 ديسمبر 2007 تم الإعلان بأن المفاوضات قد قطعت شوطا طويلا بين الطرفين ، وفي 17 ديسمبر 2007 أعلن نادي القادسية الكويتي بأنه تعاقد مع اللاعب بصفقة بلغت 1,5 مليون يورو لمدة سنة ونصف أي حتى صيف 2009 ، وقد تخطى الفحص الطبي بنجاح ، وفي يوم 24 ديسمبر 2007 تم إعلان تفاصيل الصفقة، حيث بلغت قيمة الصفقة مليون ونصف يورو، يأخذ منها نادي كازان الروسي نصف مليون يورو، ويأخذ اللاعب مليون يورو، وقد أخذ اللاعب رقم 14 في نادي القادسية الكويتي.

## انتقاله إلى ملقا
في 15 أغسطس 2009 انتقل إلى نادي ملقا الإسباني.

## إنجازاته مع القادسية
- الدوري الكويتي: 2008/2009
- كأس ولي العهد: 2008/2009
- كأس الاتحاد الكويتي: 2007\2008 و2008/2009

## روابط خارجية
- سليم بن عاشور على موقع الاتحاد الأوربي (الإنجليزية)
- سليم بن عاشور على موقع قاعدة بيانات كرة القدم.إي يو (الإنجليزية)
- سليم بن عاشور على موقع ليكيب (الفرنسية)
- سليم بن عاشور على موقع ناشيونال فوتبول تيمز (الإنجليزية)
- سليم بن عاشور على موقع Soccerway.com (الإنجليزية)
- سليم بن عاشور على موقع عالم كرة القدم.نت (الإنجليزية)
- سليم بن عاشور على موقع AS.com (الإسبانية)